# PGO Cévennes
Der PGO Cévennes ist ein zweitüriger Roadster des französischen Automobilhersteller PGO Automobiles. Die Premiere des Modells fand im Jahre 2008 auf der 78. Pariser Welt des Automobils statt. Benannt ist das Modell nach dem französischen Mittelgebirge der Cevennen, in französischer wie auch in der englischen Sprache Cévennes geschrieben. Dort in Alès ist der Sitz des Automobilherstellers.
Der Cévennes baut auf der im Jahr zuvor entwickelten P2-Plattform des P22 Concept auf. Die Technik teilt sich der Cévennes mit dem zur gleichen Zeit entwickelten Hemera. Die Unterschiede der beide Modelle liegen im Aufbau: Der Hemera ist ein Kombi-Coupé (Shooting Brake), der Cévennes ein Cabriolet im Retrolook. Als Vorbild gilt der Porsche 356A, weshalb das Modell oftmals als eine Replika bezeichnet wird.
Auch im Detail unterscheiden sich die beiden Modelle. So hat der Cévennes eine andere Frontschürze, die Außenspiegel sitzen auf der A-Säule und nicht wie beim Hemera an den Türen. Beide wurden nach dem Baukastenprinzip konstruiert. Dies spart bei der Produktion erhebliche Kosten.

## DerCévennes Turbo-CNG

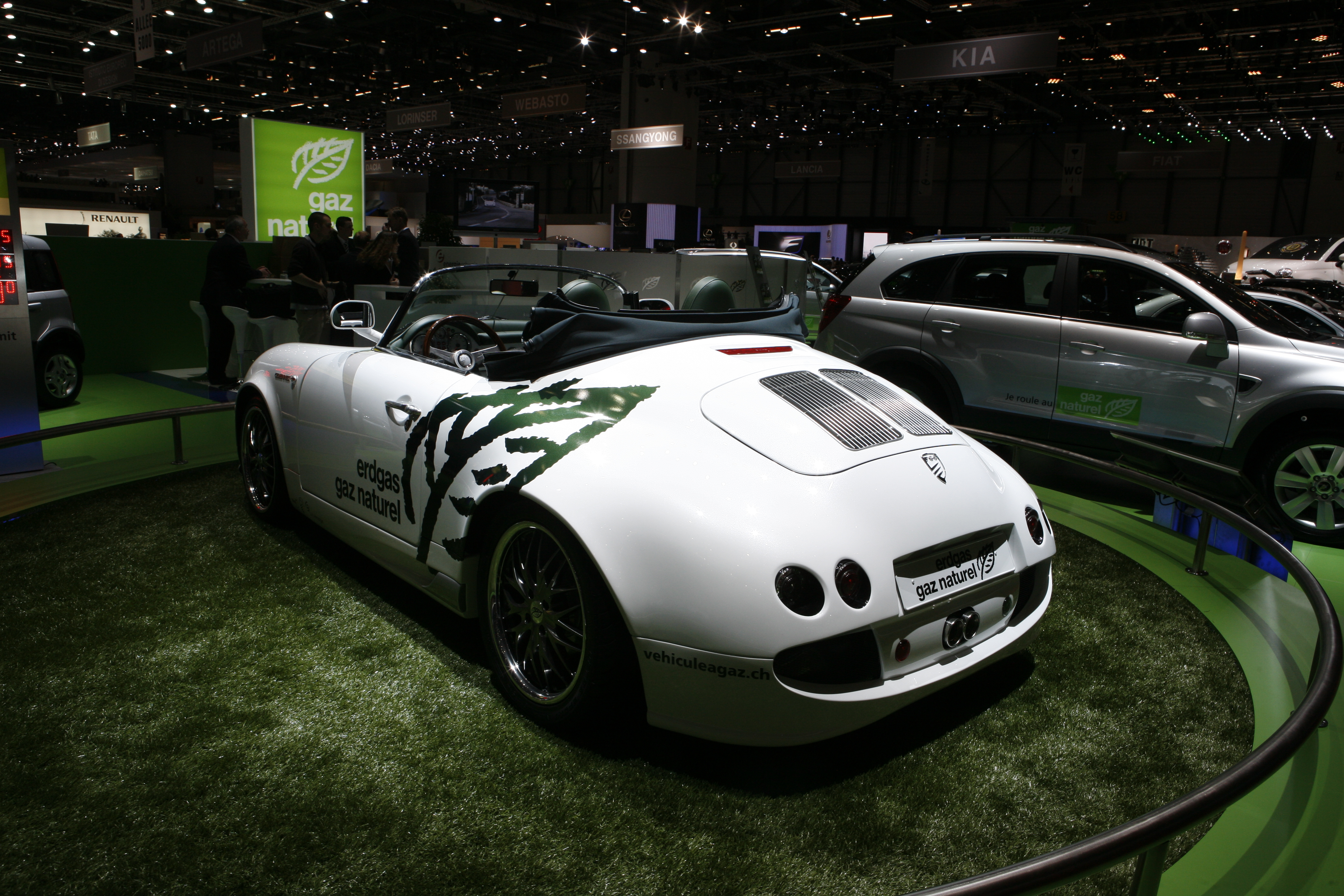
Heckansicht des PGO Cévennes Turbo-CNG.

In Zusammenarbeit mit dem bayrischen Automobilzulieferer BRA GmbH aus Schweinfurt und dem Schweizer Gasverbund Mittelland AG aus Arlesheim entstand noch vor der offiziellen Premiere des Modells das Sondermodell Cévennes Turbo-CNG. Dies ist eine serienreife Version mit einem turbogeladenen Motor, der auf Erdgas ausgelegt ist. Er kann sowohl mit Biogas als auch mit Erdgas betankt werden. Der Turbo-CNG soll sich CO2-neutral betreiben lassen, wenn er nur mit Biogas betankt wird.
Das Sondermodell blieb aber bislang wegen einer zu geringen Anzahl an Vorbestellungen ein Einzelstück. Erst ab einer Anzahl von mindestens 24 Bestellungen soll die Serienproduktion in Schweinfurt aufgenommen werden. Er ist zudem das erste außerhalb Frankreichs entwickelte und gebaute PGO-Modell. Die maximale Reichweite des mit drei Tankbehältern ausgestatteten Fahrzeuges wird mit 450 km angegeben.
| PGO Cévennes                       | 1.6 ( Frankreich)                            | 2.0 ( Frankreich)                                 | 1.6 Turbo CNG ( Deutschland)                 |
| ---------------------------------- | -------------------------------------------- | ------------------------------------------------- | -------------------------------------------- |
| Produktionszeitraum:               | seit 2013                                    | 2008 bis 2013                                     | nur 2008                                     |
| Motor:                             | R4                                           | R4                                                | R4                                           |
| Einbauart:                         | Mittelmotor                                  | Mittelmotor                                       | Mittelmotor                                  |
| Hubraum:                           | 1598 cm³                                     | 1997 cm³                                          | 1598 cm³                                     |
| Motortyp:                          | BMW TwinPower Turbo                          | ?                                                 | BRA GmbH                                     |
| Bohrung × Hub:                     | 77 × 85,8 mm                                 | 85 × 88 mm                                        | 79 × 81,5 mm                                 |
| Leistung bei 1/min:                | 135 kW (184 PS) bei 5400–6450                | 103 kW (140 PS) bei 6000                          | 110 kW (150 PS) bei 5600                     |
| Max. Drehmoment bei 1/min:         | 240 Nm bei 1600–5000                         | 195 Nm bei 3000                                   | 210 Nm bei 2300                              |
| Verdichtung:                       | 10,5 : 1                                     | 10,8 : 1                                          | 11,0 : 1                                     |
| Ventilsteuerung:                   | zwei obenliegende Nockenwellen               | zwei obenliegende Nockenwellen                    | zwei obenliegende Nockenwellen               |
| Gemischbildung:                    | Mehrpunkt-Saugrohreinspritzung               | Mehrpunkt-Saugrohreinspritzung                    | Mehrpunkt-Saugrohreinspritzung               |
| Kühlung:                           | Wasserkühlung                                | Wasserkühlung                                     | Wasserkühlung                                |
| Getriebeauswahl:                   | 6-Gang-Schaltgetriebe                        | 4-Stufen-Automatikggetriebe 5-Gang-Schaltgetriebe | 6-Gang-Schaltgetriebe                        |
| Antriebsart:                       | Hinterradantrieb                             | Hinterradantrieb                                  | Hinterradantrieb                             |
| Radaufhängungen:                   | MacPherson-Federbeine, Querlenker            | MacPherson-Federbeine, Querlenker                 | MacPherson-Federbeine, Querlenker            |
| Bereifung vorne und hinten:        | 205/40 ZR 17                                 | 205/40 ZR 17 225/45/R17                           | 205/40 ZR 17 225/45/R17                      |
| Felgen:                            | 7 × 17"                                      | 7 × 17"                                           | 7 × 17"                                      |
| Wendekreis:                        | 9,4 m                                        | 9,4 m                                             | 9,4 m                                        |
| Bremsen:                           | Scheibenbremsen rundum, Bremskraftverstärker | Scheibenbremsen rundum, Bremskraftverstärker      | Scheibenbremsen rundum, Bremskraftverstärker |
| Spurweite vorn/hinten:             | 1440/1430 mm                                 | 1440/1430 mm                                      | 1440/1430 mm                                 |
| Radstand:                          | 2261 mm                                      | 2261 mm                                           | 2261 mm                                      |
| Abmessung L × B × H:               | 3700 × 1735 × 1320 mm                        | 3700 × 1735 × 1320 mm                             | 3700 × 1675 × 1200 mm                        |
| Leergewicht:                       | 998 kg                                       | 980 kg                                            | 980 kg                                       |
| Höchstgeschwindigkeit:             | 225 km/h                                     | 200 km/h                                          | 210 km/h                                     |
| 0–100 km/h:                        | 7,2 s                                        | 7,0 s                                             | 6,5 s                                        |
| Kofferraumvolumen:                 | 110 l                                        | 240 l                                             | 110 l                                        |
| Tankinhalt:                        | 42 l                                         | 42 l                                              | 42 l                                         |
| Verbrauch Stadt/Land/Durchschnitt: | 10,4/5,9/7,6 l (MT)                          | 11,5/6,6/8,4 l (AT) 11/6,5/8,2 l (MT)             | 8,4/5,5/6,7 l (MT)                           |
| CO2-Emissionen:                    | 175 g/km                                     | 199 g/km (AT) 185 g/km (MT)                       | 118 g/km                                     |